# NGC 277
NGC 277 é uma galáxia elíptica (E-S0) localizada na direcção da constelação de Cetus. Possui uma declinação de -08° 35' 47" e uma ascensão recta de 0 horas, 51 minutos e 17,2 segundos.
A galáxia NGC 277 foi descoberta em 8 de Outubro de 1864 por Heinrich Louis d'Arrest.